# Schachuhr

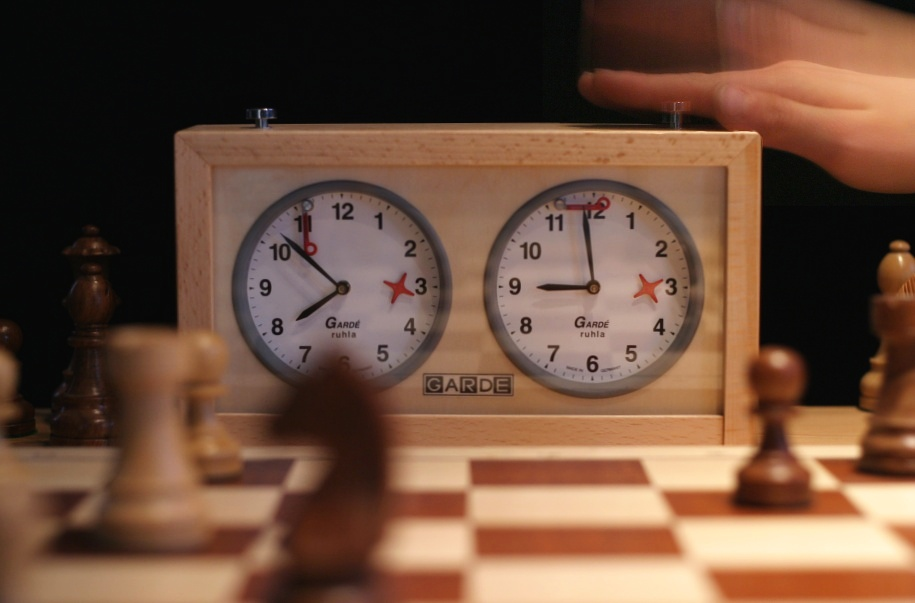
Eine mechanische Schachuhr, zwischen der Elf und der Zwölf ist das rote Fallblättchen angebracht. Das rote Zahnrädchen neben der Drei zeigt an, welches der beiden Uhrwerke läuft.

Eine Schachuhr ist eine Uhr mit zwei Zeitanzeigen, deren Uhrwerke so miteinander verbunden sind, dass zur gleichen Zeit nur ein Uhrwerk laufen kann. Dies dient dazu, bei einer Schachpartie die Bedenkzeit der Spieler zu messen, um sie vereinbarungsgemäß begrenzen zu können. Schachuhren wurden zwar für das Schachspiel entwickelt, werden aber auch bei anderen strategischen Brettspielen für zwei Spieler – beispielsweise dem Damespiel oder Go – verwendet.

## Motivation

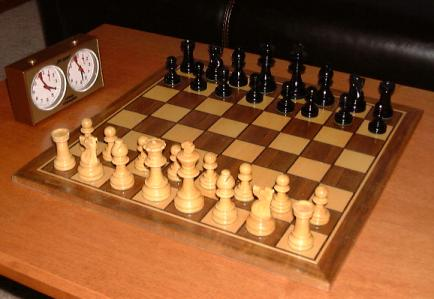
Schachbrett mit Schachuhr.

Lange Zeit wurde Schach ohne zeitliche Begrenzung gespielt. Die Spieler durften sich für jeden Zug so viel Zeit nehmen, wie sie wollten. Schachpartien konnten viele Stunden lang dauern und mussten gelegentlich sogar unterbrochen und am nächsten Tag fortgesetzt werden, weil die Spieler zu erschöpft waren, um weiterzuspielen.
Schließlich setzte sich der Wunsch durch, Partien zeitlich zu begrenzen. Einfache Zeitvorgaben wie „x Minuten für beide Spieler pro Partie“ sind jedoch unfair, da ein Spieler alle Bedenkzeit für sich in Anspruch nehmen könnte. Daher wird jedem Spieler ein eigener fester Vorrat an Bedenkzeit zugestanden. Wer seine Zeit aufgebraucht hat, ohne die Partie beenden zu können, hat verloren. Die Bedenkzeitvorgaben können sehr unterschiedlich ausfallen: Stehen beim Turnierschach für jeden Spieler mehrere Stunden zur Verfügung, sind es beim Schnellschach typischerweise ca. 30 Minuten, beim Blitzschach ca. fünf Minuten und beim Bullet-Schach sogar nur eine bis drei Minuten.
Um die Bedenkzeitregelung durchzusetzen, genügt eine einfache Uhr nicht, denn es wird ein Instrument benötigt, das die Bedenkzeiten der beiden Spieler unabhängig voneinander misst. Dies war der Auslöser für eine Reihe von Erfindungen, die ihren vorläufigen Höhepunkt in der modernen digitalen Schachuhr fanden.

## Geschichte

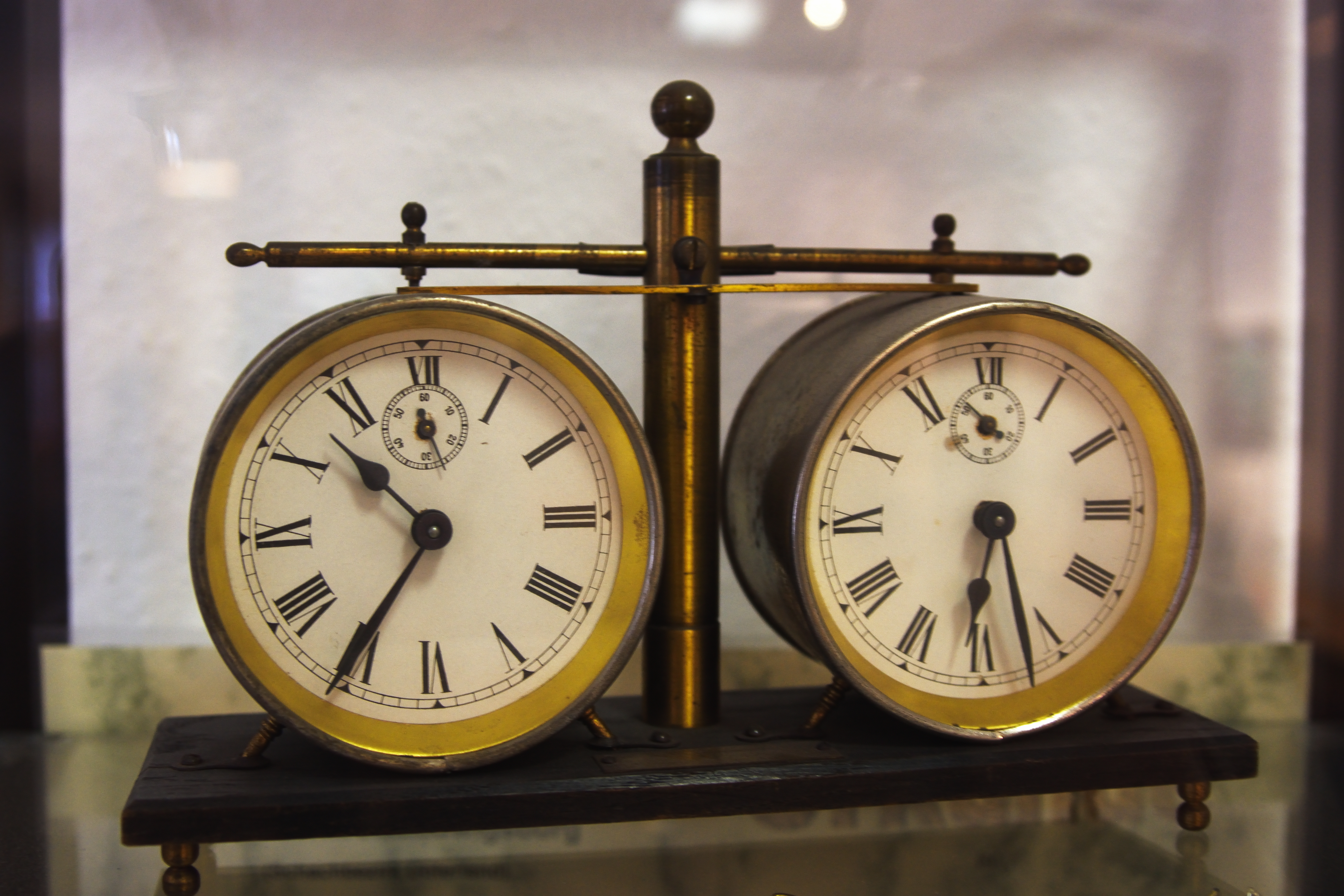
Historische Schachuhr

Bis in die zweite Hälfte des 19. Jahrhunderts gab es beim Schach keine Begrenzung der Bedenkzeit. 1843 noch berichtete beispielsweise der französische Schachmeister Alexandre Deschapelles in einem Brief, die Partien des Wettkampfes zwischen Howard Staunton und Pierre Saint-Amant im Café de la Régence in Paris hätten durchschnittlich neun Stunden gedauert. Konnte eine Partie an einem Tag aufgrund der Ermüdung beider Spieler nicht zu Ende geführt werden, so wurde sie unterbrochen und die Hängepartie am nächsten Tag fortgesetzt.

### Sanduhren
Die erste schriftliche Überlieferung über die Verwendung einer Vorrichtung zur Begrenzung der Bedenkzeit findet sich 1861 in Berichten über einen Wettkampf zwischen Adolf Anderssen und Ignaz von Kolisch. Die Vorrichtung bestand aus zwei drehbaren Sanduhren. Nachdem ein Spieler seinen Zug ausgeführt hatte, drehte er seine eigene Sanduhr in die waagrechte und die des Gegners in die senkrechte Position. War die Sanduhr eines Spielers abgelaufen, hatte er die Partie den Regeln nach verloren. Wegen der unpraktischen Handhabung wurde diese Vorrichtung nur bei bedeutenden Turnieren eingesetzt. Zudem konnte mit den auf eine unveränderliche Zeitspanne genormten Uhren nur ein einziger Spielmodus gespielt werden.
Zur damaligen Zeit wurde eine Überschreitung der Bedenkzeit weniger streng gehandhabt als heute, vermutlich weil die Methode der Zeitmessung recht ungenau war. Cecil De Vere etwa lehnte es 1870 beim Internationalen Schachturnier in Baden-Baden ab, eine Verluststellung durch Zeitüberschreitung seines Gegners Louis Paulsen zu gewinnen; die Partie wurde stattdessen in beiderseitigem Einvernehmen der Spieler wiederholt.

### Stoppuhren
Im Jahr 1866 wurden bei der inoffiziellen Schachweltmeisterschaft in London (Wettkampf Anderssen gegen Steinitz) erstmals vom Schiedsrichter bediente Stoppuhren eingesetzt, um die Bedenkzeit zu messen. Die Stoppuhren erhöhten die Messgenauigkeit, und die Bedienung durch den Schiedsrichter verhinderte Manipulationen. Der Verlust einer Partie durch Vergessen des Uhrendrückens war auf diese Weise nicht möglich. Die Spieler konnten zu diesem Zeitpunkt auf Wunsch noch die bisherigen Sanduhren verwenden.

### Mechanische Uhren

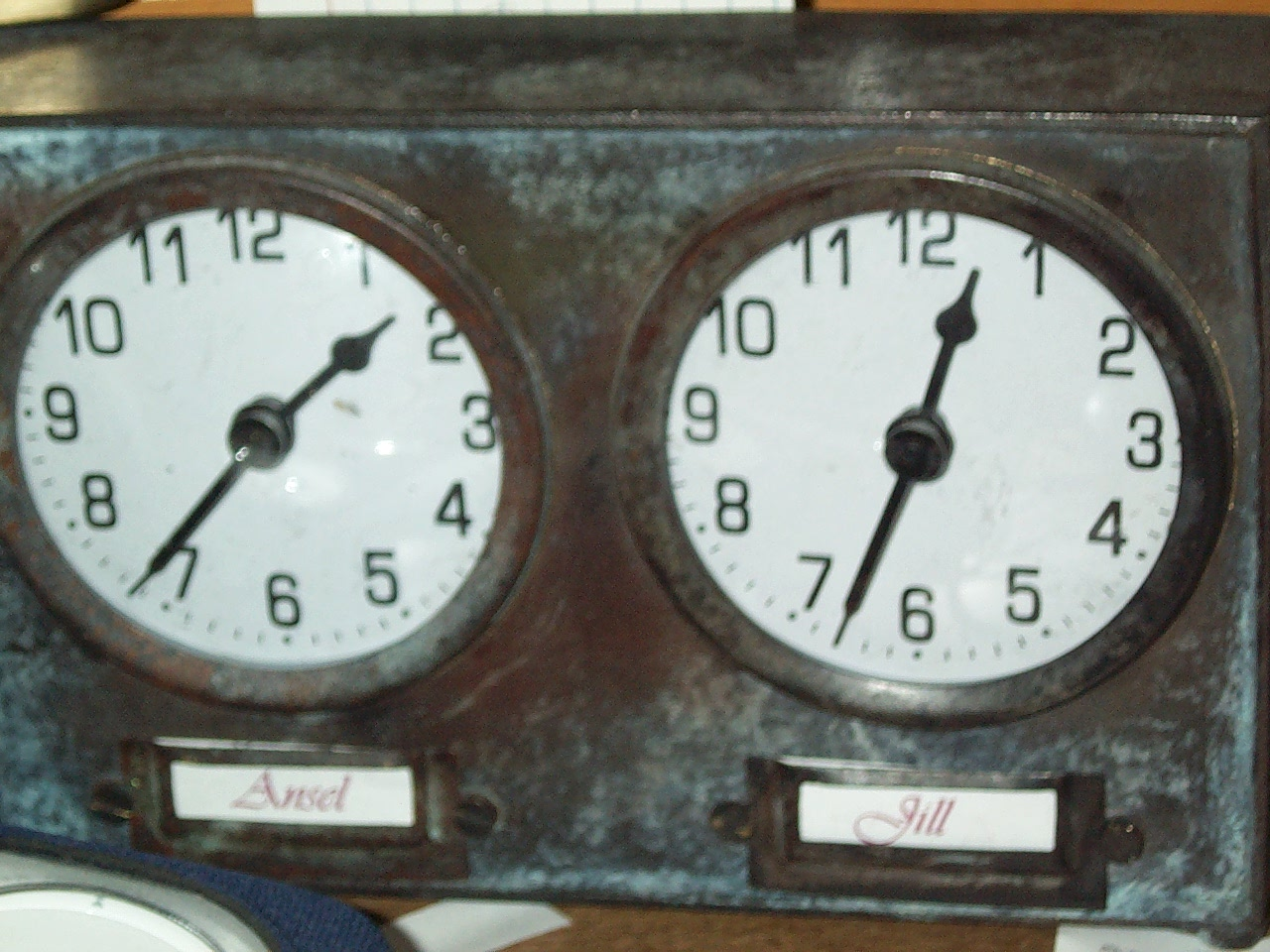
Doppeluhr ohne Fallblättchen

Die erste rein mechanische Schachuhr wurde vom Uhrmacher Thomas Bright Wilson (1843–1915) erfunden. Wilson, der zu der Zeit Sekretär des Schachvereins Manchester war, baute sie nach einem Gespräch mit dem Schachgroßmeister Joseph Henry Blackburne. Sie bestand aus zwei Pendeluhren, die mit einem beweglichen Balken wechselseitig angehalten werden konnten. Diese Form der Uhr wurde erstmals 1883 beim Internationalen Turnier in London verwendet.
1899 schlug H. D. B. Mejer, damaliger Sekretär der Niederländischen Schachvereinigung, vor, das Zifferblatt der Uhr mit einem sogenannten Fallblättchen (s. u.) auszustatten, um exakt bestimmen zu können, wann ein Spieler seine Bedenkzeit überschritt. Erstmals in Deutschland eingesetzt wurde eine solche Schachuhr mit Fallblättchen im August 1908 beim DSB-Kongress in Düsseldorf. Erst um 1919 wurden diese Uhren zur Regel.
Schrittweise wurden die Pendeluhren durch feinmechanische Federuhrwerke und der Balken, der beide Uhrwerke miteinander verbindet, durch einen Schaukelhebel ersetzt. Diese Entwicklung gipfelte in den heute gebräuchlichen analogen Schachuhren, die präzise und zuverlässig arbeiten.

### Digitale Uhren
In den 1980er Jahren entwickelten private Erfinder erste Prototypen digitaler Schachuhren, die auf elektronischen Schaltungen basierten und von Batterien mit Energie versorgt wurden. 1985 baute Ben Bulsink, damals Student der Universität Enschede in den Niederlanden, die erste elektronische Schachuhr, die von vielen Schachspielern und Schachverbänden für gut befunden wurde (das Magazin des Niederländischen Schachverbandes urteilte: „die perfekte Schachuhr“); allerdings war sie durch die Einzelherstellung von Hand zu teuer für einen großflächigen Einsatz.
Im Jahre 1988 baute der frühere Schachweltmeister Robert James „Bobby“ Fischer eine elektronische Schachuhr, die den von ihm erfundenen und nach ihm benannten Fischer-Spielmodus umsetzte: Beide Spieler beginnen mit einer festen Bedenkzeit, für jeden ausgeführten Zug bekommen sie eine bestimmte Anzahl von Sekunden an Bedenkzeit hinzu. Fischer bekam 1989 das US-Patent Nummer 4.884.255 für die Uhr.
Im Jahre 1992 versorgte Ben Bulsink zusammen mit Albert Vasse und Paul Arentz das erste Melody-Amber-Schachturnier mit digitalen Schachuhren und plante deren Massenproduktion. Das Projekt wurde ein Erfolg, und die drei gründeten das Unternehmen DGT Projects („DGT“ für digital game timer, „digitaler Zeitmesser für Spiele“). Der aufmerksam gewordene Weltschachverband Fédération Internationale des Échecs (FIDE) schloss 1993 mit ihnen einen Drei-Jahres-Vertrag ab, sie sollten „die erste offizielle FIDE-Schachuhr“ produzieren. Bereits im Folgejahr kam DGT FIDE auf den Markt, die erste digitale Schachuhr, die offiziell durch die FIDE anerkannt bzw. unterstützt wurde.
Obwohl inzwischen bei hochklassigen Turnieren fast ausnahmslos digitale Schachuhren eingesetzt werden, konnten sie sich bis jetzt nicht umfassend in allen Klassen und im privaten Bereich durchsetzen. Die einen Schachspieler begrüßen, dass digitale Schachuhren im Gegensatz zu analogen keine Tickgeräusche von sich geben, eine sekundengenaue Bedenkzeiteinstellung ermöglichen und neue Spielmodi bieten. Die anderen lehnen die digitalen Schachuhren ab, weil sie teurer sind, keine gewohnten Tickgeräusche von sich geben, nur mit Batterien laufen und ein weniger ursprüngliches Flair besitzen.

## Die analoge Schachuhr

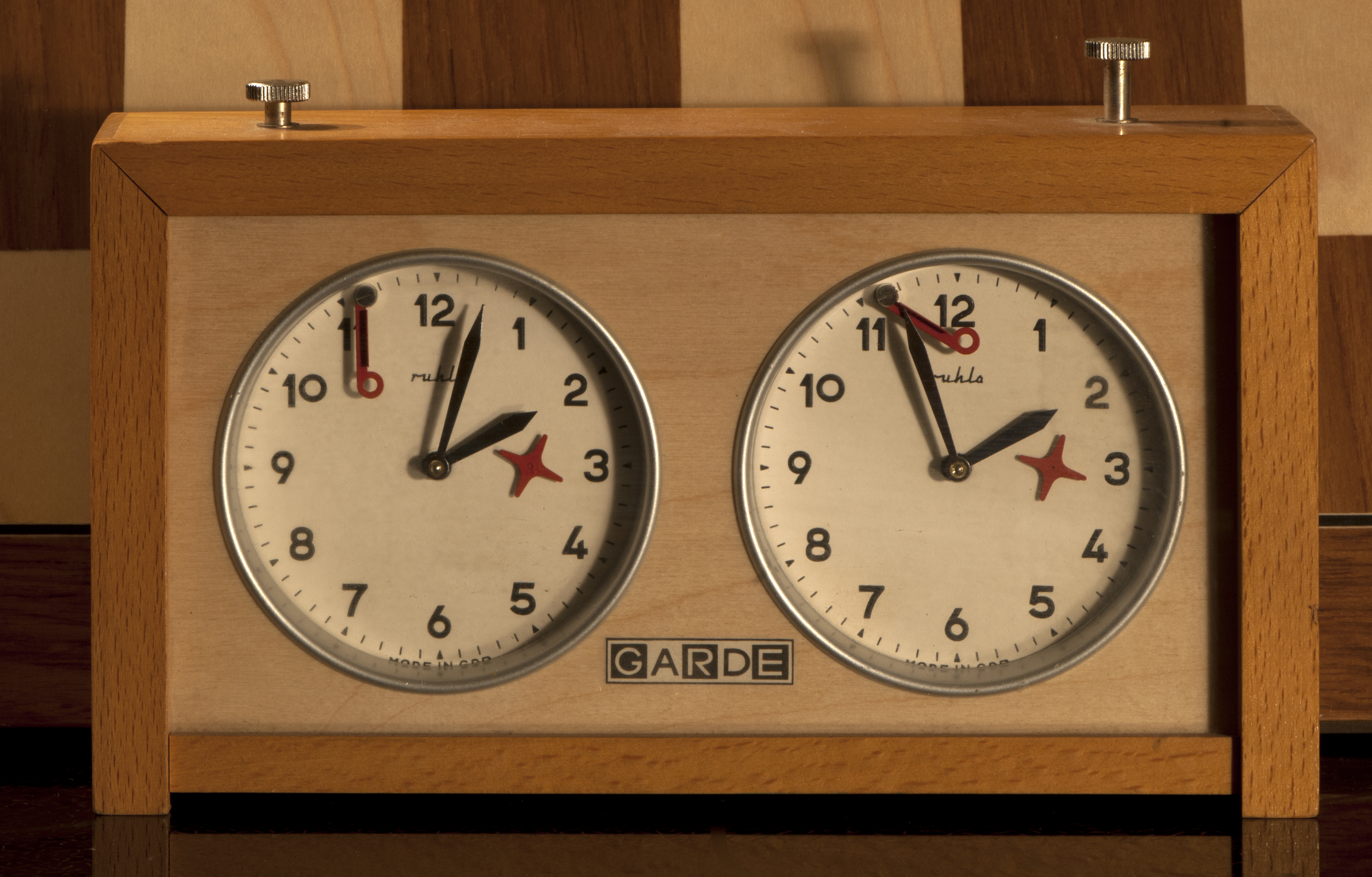
Schachuhr Gardé, VEB Uhrenwerk Ruhla

Eine analoge Schachuhr besteht aus einem Gehäuse, in dem zwei getrennte Federuhrwerke untergebracht sind. Die Uhrwerke werden an der Rückseite der Uhr aufgezogen und können über  Justierhebel an der Rückseite feinjustiert werden.
Die Uhr wird durch einen der beiden Knöpfe oder Tasten auf der Oberseite der Schachuhr, die über eine Wippe jeweils eines der Uhrwerke an- bzw. ausschalten, bedient. Befinden sich Knopf oder Taste oben, so läuft die darunterliegende Uhr und die andere steht, und umgekehrt. Durch die eingebaute Wippe ist sichergestellt, dass beide Uhren nicht gleichzeitig laufen können. Somit kann ein Spieler nach Beendigung seines Zuges mit einem einzigen Druck auf seiner Seite sowohl die eigene Uhr anhalten als auch die des Gegners in Gang setzen. Sind beide Hebel der Wippe waagerecht, so stehen die Uhrwerke still; dies ist die Ruheposition der Uhr, in der sie sich auch vor Partiebeginn befindet.
Jede Uhr weist auf ihrem Zifferblatt die vergangene Zeit aus. Das Fallblättchen ist oben im Zifferblatt beweglich angebracht. Bewegt sich der Minutenzeiger auf die Zwölf zu, so hebt er dabei das Fallblättchen immer mehr an, bis er es bei Überschreiten der Zwölf schließlich nicht mehr stützt und es zurück in die Ausgangslage fällt. Die Schachuhr wird vor einer Partie so gestellt, dass mit dem Fallen des Blättchens auch die Überschreitung der Bedenkzeit eines Spielers einhergeht. Eine Zeitüberschreitung kann so sehr genau festgestellt werden. Häufig reklamieren Spieler die gegnerische Zeitüberschreitung mit dem Ausruf „Zeit!“, „Zeitkontrolle.“ oder „Blättchen!“.
Es kann die Situation auftreten, dass beide Spieler eine Zeitüberschreitung begehen. Dies ist genau dann der Fall, wenn zunächst bei einem Spieler das Blättchen fällt, sein Gegner dies aber nicht bemerkt. Fällt nun auch bei dem anderen Spieler das Blättchen, so ist eine besondere Situation eingetreten, die nach gängigem Regelwerk gelöst wird, indem die Partie remis gegeben wird. Lange Zeit war die hier abgebildete GARDÉ-Uhr die einzige bei Weltmeisterschaften zugelassene Schachuhr.

## Die moderne digitale Schachuhr

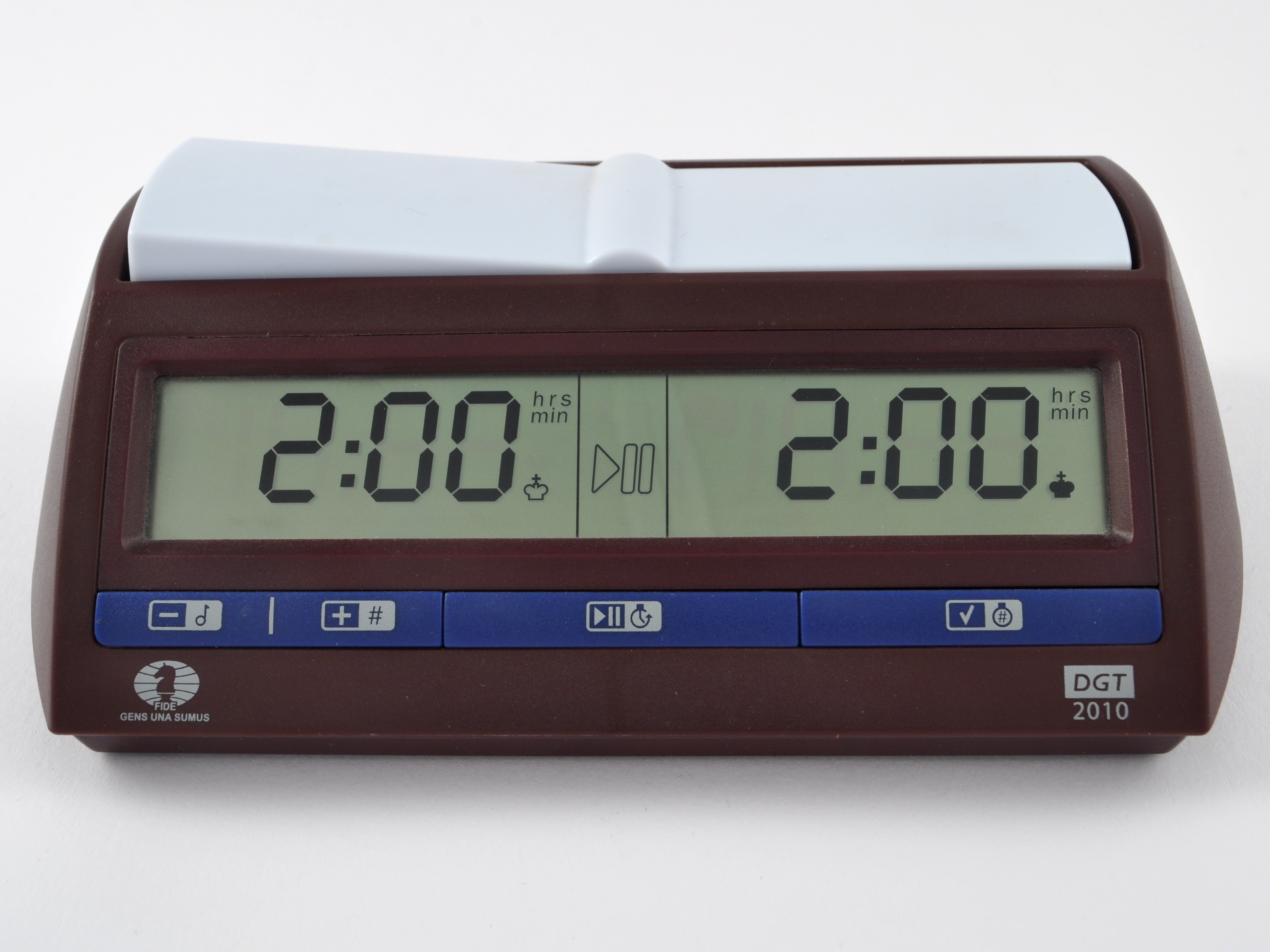
Digitale Schachuhr

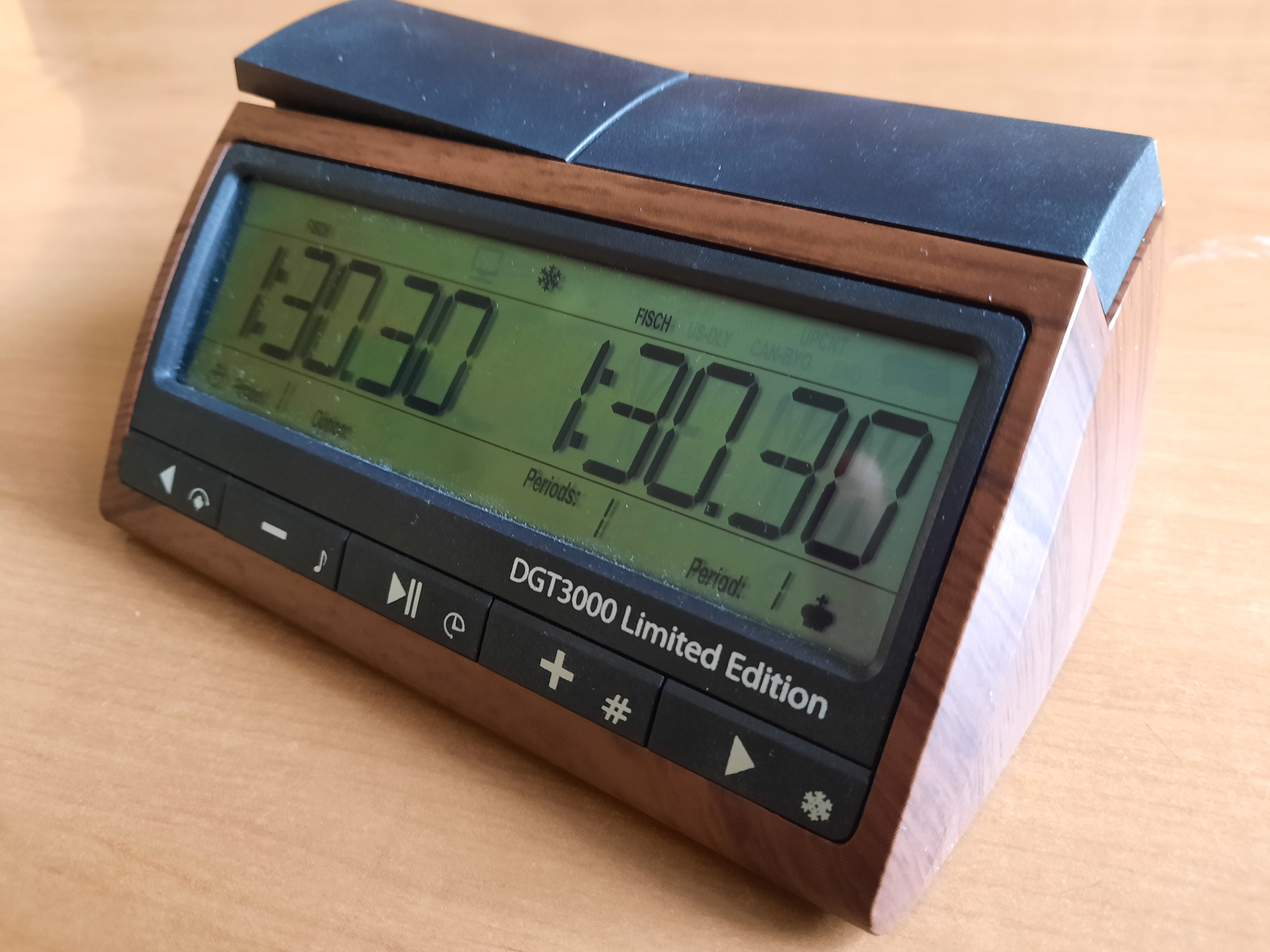
Digitale Schachuhr mit Anschlussmöglichkeit an ein elektronisches Schachbrett (FIDE-zertifiziert)

Die digitale Schachuhr ist in ihrem Aufbau und ihren Funktionen der analogen Schachuhr nachempfunden. Die Unterschiede sind die folgenden:
Statt zweier Federuhrwerke verwendet die digitale Schachuhr ein einzelnes digitales elektronisches Uhrwerk. Die Energieversorgung ist elektrisch. Die Anzeige der verfügbaren Zeiten erfolgt auf einer doppelten LCD-Anzeige. Die Hebel zum Ingangsetzen der beiden Anzeigen entsprechen in Bedienung und Funktion denen der analogen Schachuhr, für gewöhnlich lässt sich eine digitale Schachuhr allerdings durch einen zusätzlichen Knopf in den Ruhezustand versetzen anstatt durch Waagerechtstellen der Wippe. Ein Fallblättchen gibt es bei einer digitalen Schachuhr nicht, eine Zeitüberschreitung wird stattdessen durch ein Extra-Symbol auf dem Display angezeigt (bei den hier abgebildeten Modellen ist es beispielsweise ein blinkendes Fähnchen vor bzw. über der Uhrzeit) oder modellabhängig auch durch ein akustisches Signal.
Digitale Schachuhren bieten gegenüber analogen Schachuhren zusätzliche Bedenkzeitmodi. So gibt es beispielsweise den Fischer-Modus, bei dem jeder Spieler zunächst eine feste Grundbedenkzeit hat und nach jedem Zug einen Zeitbonus hinzugewinnt. Häufig bieten digitale Schachuhren auch Spielmodi für andere Brettspiele, beispielsweise den Modus Byo-Yomi für Go, bei dem jeder Spieler für jeden Zug eine fest vorgegebene Bedenkzeit hat. Solche und ähnliche Spielmodi sind nur mit einer elektronischen Schachuhr möglich.

## Blindenschachuhren

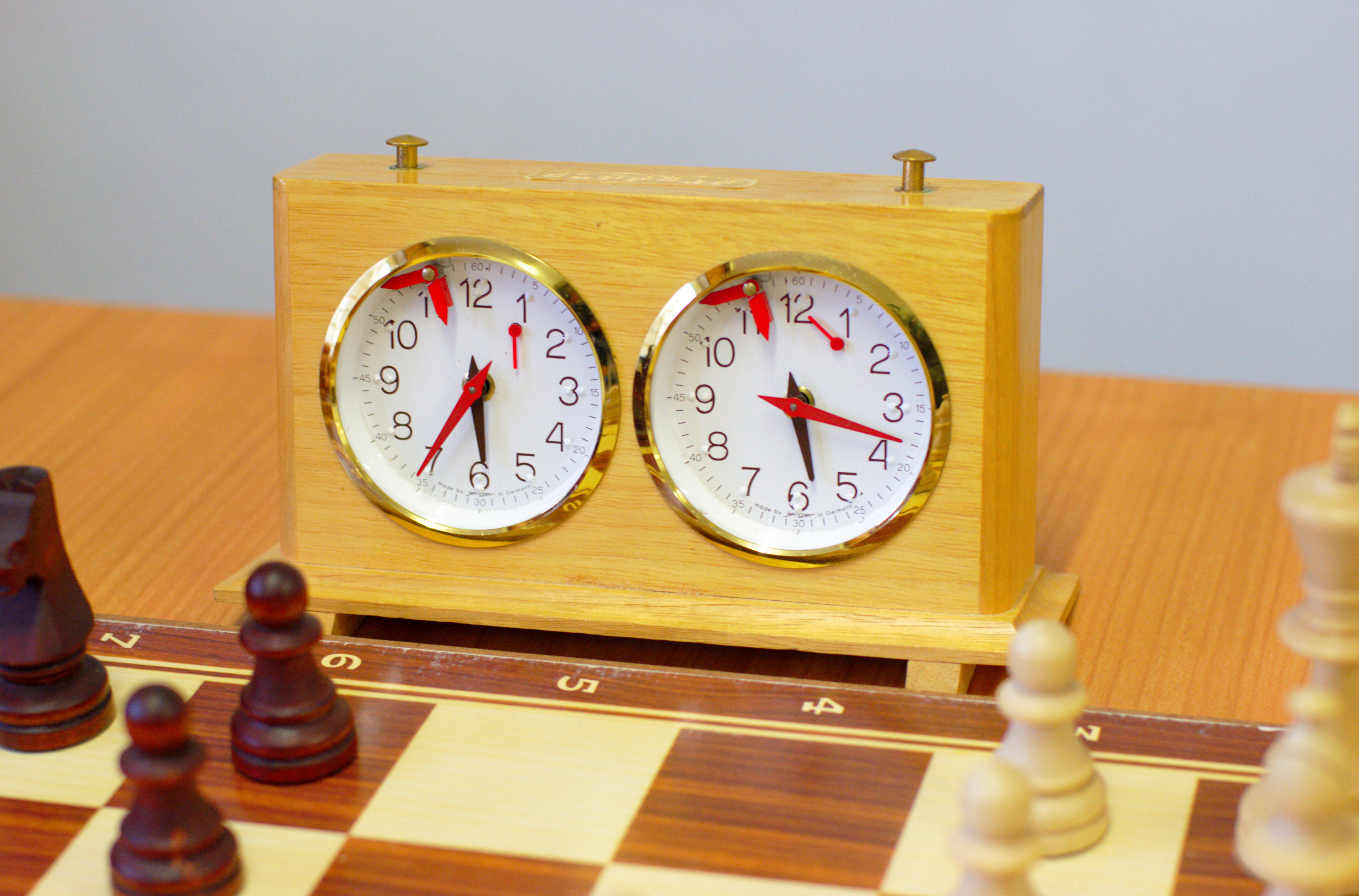
Analoge Blindenschachuhr

### Analoge Blindenschachuhr
Eine Variante der analogen Schachuhr ist die Blindenschachuhr, die bei Partien zum Einsatz kommt, an denen mindestens ein sehbehinderter Spieler beteiligt ist. Eine solche Uhr hat im Gegensatz zu gewöhnlichen analogen Uhren ein größeres Zifferblatt, das nicht von einer Glasscheibe bedeckt ist. Dadurch ist es dem sehbehinderten Spieler möglich, mit der Hand die Position der Zeiger zu ertasten und so die vergangene Zeit abzulesen. Ein Verstellen der Uhrzeit wird dabei durch die besonders robuste Zeigeraufhängung verhindert. Das Fallblättchen gibt bei diesem Uhrenmodell beim Herabfallen ein deutlich hörbares Geräusch von sich, das es dem sehbehinderten Spieler ermöglicht, sofort die Zeitüberschreitung zu reklamieren.

### Digitale Blindenschachuhr
Die digitale Blindenschachuhr funktioniert wie die oben beschriebene digitale Schachuhr. Zusätzlich besitzt sie eine Ansagevorrichtung und Ohrhörer, durch die dem blinden Schachspieler die Zeit angesagt wird.

## Verwendung der Schachuhr beim Schach
Die Voraussetzungen, die eine Schachuhr erfüllen muss, um bei offiziellen Turnieren zugelassen zu sein, und die Regeln für ihren Gebrauch werden von der FIDE im FIDE Handbuch der Schachregeln festgelegt. Demnach gelten folgende Richtlinien:

### Eigenschaften der Schachuhren
Der Abschnitt C.02.4 der offiziellen FIDE-Schachregeln legt wörtlich folgende Regeln fest:
„Schachuhren sollten eine Vorrichtung haben, die präzise angibt, wann der Stundenzeiger eine ganze Stunde anzeigt. Sie sollten ein sogenanntes ‚Fallblättchen‘ besitzen, das an der Zahl Zwölf oder einer anderen Zahl angebracht ist, aber immer so, dass sein Fallen deutlich sichtbar ist und es den Schiedsrichtern und Spielern erleichtert, Zeitkontrollen durchzuführen.
Die Uhr sollte nicht spiegeln und damit das Erkennen des Fallblättchens erschweren. Sie sollte so leise wie möglich laufen, um die Spieler während des Spiels nicht zu stören.“

### Gebrauch der Schachuhren
Der Abschnitt zu den Turnieren legt sinngemäß folgende Regeln zum Gebrauch einer Schachuhr bei einer offiziellen Schachpartie fest:
- Wartung. Die Schachuhr ist ein Instrument des Schiedsrichters. Der Schiedsrichter hat demnach für die korrekte Funktionsweise der Uhr zu sorgen und muss Zeitkontrollen durchführen.
- Einstellen der Uhrzeit. Die Uhren werden so gestellt, dass die Zeitüberschreitung mit dem Fallen des Blättchens bzw. dem Blinken des Fähnchens einhergeht. Die Zeitüberschreitung soll bei der angezeigten Uhrzeit 6 Uhr stattfinden; so können Stunden- und Minutenzeiger in der Zeitnotphase besser unterschieden werden, als wenn die Zeitüberschreitung bei 12 Uhr stattfände.
- Position relativ zum Schachbrett. Die Position der Schachuhr wird vom Schiedsrichter vor Beginn der Partie festgelegt. Üblicherweise werden die Uhren so postiert, dass der Schiedsrichter sie gut einsehen kann. Der Schiedsrichter darf die Wahl der Position auch den Spielern überlassen. In der Regel haben Rechtshänder einen geringen Vorteil, wenn die Schachuhr rechts von ihnen steht, und Linkshänder, wenn sie links von ihnen steht; die Möglichkeit, die Uhrenposition festlegen zu dürfen, kann also insbesondere bei Blitzpartien von Vorteil sein. Bei weniger bedeutsamen Partien wird die Uhrenwahl für gewöhnlich dem Spieler der schwarzen Steine überlassen, da der weiße Spieler im Gegenzug den Anzugsvorteil hat.
- Verspäteter Beginn. Zum festgelegten Startzeitpunkt der Partie wird die Uhr des weißen Spielers in Gang gesetzt. Ist ein Spieler abwesend und bis eine Stunde nach dem Startzeitpunkt noch nicht eingetroffen, so hat er die Partie verloren. Trifft ein Spieler verspätet ein und lief in der Zwischenzeit seine Uhr, so muss er mit der angezeigten, verminderten Bedenkzeit weiterspielen. Ab dem 1. Juli 2009 gelten lt. FIDE für den verspäteten Beginn neue Regeln. Danach hat ein Spieler, der erst nach Beginn der Partie am Brett eintrifft, diese Partie sofort verloren, wenn in der Ausschreibung des Turniers nichts Anderes vereinbart worden ist. Üblicherweise wird in Ausschreibungen eine sog. Karenzzeit festgelegt, innerhalb derer man später am Brett eintreffen darf.
- Drücken der Uhr. Die Uhr muss mit derselben Hand gedrückt werden, mit der auch der Zug ausgeführt wurde. Dadurch wird verhindert, dass ein Spieler die Uhr dauerhaft gedrückt hält oder schon drückt, bevor der Zug vollständig ausgeführt ist.
- Verspätetes Drücken. Nach jedem Zug muss die Uhr beider Spieler kurz laufen. Insbesondere bei Blitzpartien kann es vorkommen, dass ein Spieler einen Zug ausführt und sein Gegner diesen sofort mit einem Gegenzug beantwortet, ohne abzuwarten, dass die Uhr gedrückt wurde. In diesem Fall muss das beiderseitige Drücken der Uhr nachgeholt werden. Das stellt sicher, dass ein Spieler nicht völlig auf die Bedenkzeit des Gegners spielt.
- Anhalten der Uhr. In der Regel ist nur der Schiedsrichter beziehungsweise Wettkampfleiter berechtigt, die Uhr anzuhalten. Ausnahmsweise darf ein Spieler dann die Uhr stoppen, wenn er den Schiedsrichter um Hilfe bittet (z. B. wenn er auf Remis reklamiert oder wenn er einen Bauern umwandeln möchte und die gewünschte Figur nicht zur Hand ist (FIDE-Regel 6.13)).
- Remisangebot. Ein Spieler soll ein Remisangebot nur dann abgeben, wenn er einen Zug ausgeführt hat und die Uhr noch nicht gedrückt hat. Ein Remisangebot zu einem anderen Zeitpunkt ist ebenso gültig, kann aber als Störung betrachtet werden.
- Zeitüberschreitung. Ein Überschreiten der Bedenkzeit hat normalerweise den Verlust der Partie zur Folge. Ausgenommen von dieser Regel sind nur solche Stellungen, in denen der Gegner auch gegen schwächstes Spiel keinesfalls mehr gewinnen kann. In derartigen Stellungen (etwa wenn eine Partei nur noch einen König hat und der Gegner die Zeit überschreitet) wird die Partie nach der Zeitüberschreitung remis gegeben. Ist ein Spieler der Auffassung, dass sein Gegner nicht mit normalen Mitteln zu gewinnen versucht (sondern nur durch Zeitüberschreitung), so kann er in einer Partie mit normaler Bedenkzeit nach Artikel 10.2 der FIDE-Regeln auf remis reklamieren, sofern er noch maximal zwei Minuten Restbedenkzeit hat. Schließt sich der Schiedsrichter dieser Auffassung nach Beobachtung des weiteren Partieverlaufs an, so kann er die Partie auch noch nach der Zeitüberschreitung für remis erklären. Eine Zeitüberschreitung darf nur durch den Gegner oder den Schiedsrichter reklamiert werden (im Schnellschach und Blitzschach nur durch den Gegner).
- Beidseitige Zeitüberschreitung. Sind in einer Turnierschachpartie beide Blättchen gefallen und es ist nicht feststellbar, welches zuerst gefallen ist, so wird abhängig von der Zeitperiode des Bedenkzeitmodus entschieden: Folgt auf die Zeitkontrolle (etwa anlässlich des 40. Zugs) noch eine weitere Zeitperiode, dann wird die Partie fortgesetzt. Wenn die beidseitige Zeitüberschreitung in der letzten Zeitperiode auftritt, in der beide Spieler alle verbleibenden Züge hätten vollenden müssen („Endspurtphase“), dann ist die Partie remis. In wichtigen Partien darf ein solcher Fall beidseitiger Zeitüberschreitung nicht vorkommen, da hier der Schiedsrichter für die Zeitkontrolle verantwortlich ist und die Zeitüberschreitung reklamieren muss. Digitale Schachuhren zeigen heute in der Regel an, welcher Spieler zuerst die Zeit überschritten hat. Im Schnell- und Blitzschach endet eine Partie in jedem Fall remis, wenn beide Spieler die Zeit überschreiten.

Des Weiteren gelten folgende Regeln, die den Gebrauch der Uhr beeinflussen, aber an anderen Stellen im Regelwerk festgelegt sind:
- Zeitstrafen. Schiedsrichter dürfen bei Verstößen der Spieler gegen die Spielregeln Zeitstrafen erteilen. Eine Zeitstrafe kann sowohl bedeuten, dass die Uhr des bestraften Spielers vorgestellt wird, er also Bedenkzeit verliert, als auch dass die Uhr des Gegners zurückgestellt wird, dieser also Bedenkzeit hinzugewinnt. Beispiele für Auslöser solcher Zeitstrafen sind unmögliche Züge oder unsportliches Verhalten eines Spielers. Eine Zeitstrafe kann allerdings nie so hoch ausfallen, dass der bestrafte Spieler unmittelbar die Bedenkzeit überschreitet.
- Blindenschach. Bei einer Partie gegen einen schlecht sehenden oder blinden Spieler kann für die Partie eine spezielle Uhr (siehe oben) verwendet werden. Der Blinde hat auch die Möglichkeit, einen Assistenten einzusetzen, der unter anderem nach einem ausgeführten Zug die Uhr des Gegners in Gang setzen darf.

## Verwendung der Schachuhr beim Go
Go stellt andere Anforderungen an die Zeitmessung als Schach. So kennt Go neben einer festen Bedenkzeit für jeden Spieler wie beim Schach auch verschiedene Formen von Nachspielzeiten oder Verlängerungen, auf Japanisch Byo-Yomi genannt. Dabei gibt es zwei Grundvarianten:
- Beim traditionellen Byo-Yomi steht ein bestimmtes Zeitintervall, z. B. 30 Sekunden, für jeden einzelnen Zug zur Verfügung.
- Beim sogenannten „kanadischen Byo-Yomi“ werden die Zeitintervalle für eine bestimmte Anzahl von Steinen angesetzt, z. B. 15 Steine in fünf Minuten.

Bei analogen Schachuhren müssen die Byo-Yomi-Zeiten nach jedem Intervall von Hand neu eingestellt werden. Digitale Uhren verfügen häufig über Programmfunktionen, die dies automatisch erledigen.

## Spielmodi
In den verschiedenen Brettspielen haben sich eine Reihe von Bedenkzeitmodi etabliert.
- Beim gewöhnlichen Bedenkzeitmodus erhält jeder Spieler eine feste Bedenkzeitvorgabe für die gesamte Partie. Verbreitet sind fünf Minuten für Blitzschachpartien, 30 Minuten für Schnellschachpartien sowie zwei Stunden plus Zeitzugabe für Turnierpartien.
- Beim Guillotine-Modus wird das Spiel in mehrere Phasen eingeteilt. In den ersten Phasen muss innerhalb einer vorgegebenen Bedenkzeit eine festgelegte Anzahl von Zügen gemacht werden. In der Abschlussphase steht ein festes Bedenkzeitkontingent für den Rest der Partie zur Verfügung. Der Fall des Fallblättchens nach einer der ersten Phasen bedeutet hier gleich dem Fall der Klinge einer Guillotine das vorzeitige Aus für einen Spieler. Verbreitete Zeitvorgaben sind 1 h 45 min/40 Züge und 15 min/Rest, 2 h/40 Züge und 1 h für den Rest – der gewöhnliche Turniermodus – und 1 h/40 Züge, 1 h/20 Züge und 1 h für den Rest.
- Beim Fischer-Modus erhalten die Spieler nicht nur einen festen Bedenkzeitvorrat, sondern bei jedem Drücken der Uhr auch eine geringe Bedenkzeitgutschrift. Dadurch soll verhindert werden, dass ein Spieler, sobald er einen deutlichen Zeitvorteil erspielt hat, den Gegner nur noch „über die Zeit hebt“, d. h. durch schnelle, völlig unüberlegte Züge zwingt, auch die restliche Bedenkzeit zu verschwenden. Im Fischer-Modus kann sich der Zeitschwächere durch eine Reihe sehr schneller Züge einen rettenden Bedenkzeitvorrat verschaffen. Typische Zeitvorgaben sind 3 min und 2 s/Zug, 25 min und 10 s/Zug sowie 90 min und 30 s/Zug.
- Beim Bronstein-Modus erhalten die Spieler einen festen Bedenkzeitvorrat sowie für jeden Zug eine geringe freie Menge an Bedenkzeit. Erst wenn bei einem Zug die freie Bedenkzeit überschritten wird, wird der eigentliche Bedenkzeitvorrat angetastet. Man spricht hier auch von „Verzögerung“, da das Anlaufen der Uhr um eine geringe Zeitspanne verzögert wird. Verbreitete Zeitvorgaben sind 5 min und 3 s frei/Zug und 25 min und 10 s frei/Zug.
- Beim Sanduhr-Modus nimmt die Bedenkzeit des am Zug befindlichen Spielers ab, während gleichzeitig die des Gegners im selben Maße zunimmt.